# Remigia postmedialis
Remigia postmedialis är en fjärilsart som beskrevs av Embrik Strand 1917. Remigia postmedialis ingår i släktet Remigia och familjen nattflyn. Inga underarter finns listade.